# Île Roanoke
L’île de Roanoke ou île Roanoke (Roanoke Island en anglais) est située près des côtes de la Caroline du Nord aux États-Unis. Elle dépend du comté de Dare.

## Géographie
Elle fait partie de l'Outer Banks, archipel côtier situé entre le rivage oriental des États-Unis et l'océan Atlantique.
L'île mesure 13 × 3 km pour une superficie de 48,46 km2.
La population était de 6 724 habitants en 2000.
Elle abrite le Fort Raleigh National Historic Site.

## Histoire
L'île a un intérêt historique, puisque Sir Walter Raleigh y fonda la première colonie britannique permanente américaine à la fin du XVIe siècle.

### La première colonie
Au XVIe siècle, l'île de Roanoke fut le territoire de la colonie de Roanoke. La première colonie fut créée par Ralph Lane (en) en 1585 mais déclina très vite à la suite de manque de vivres et d'affrontements avec la tribu des Secotan (en). Ainsi, lorsque Francis Drake vint en 1586 à Roanoke après avoir attaqué la colonie espagnole de St. Augustine, la totalité des colons embarqua avec lui pour retourner en Angleterre.
Une autre expédition eut lieu en 1587, organisée par Sir Walter Raleigh avec John White comme responsable du groupe. Cette expédition vit la naissance de Virginia Dare, la première Anglaise née sur le continent américain. Mais la guerre entre l'Angleterre et l'Espagne fut désastreuse pour la colonie qui disparut totalement en 1590.
Ce fut à partir de cette première colonie anglaise dans le nouveau monde que cette région des futurs États-Unis fut nommée Virginie en 1607. Ce nom fut donné : soit en l'honneur de la reine Élisabeth Ire, décédée quatre ans plus tôt, surnommée la « reine vierge » car elle ne s'était jamais mariée ; soit en raison de la difficulté rencontrée par les colons de s'établir sur un territoire vierge (Virgin land).

### Années intermédiaires
Après ce premier échec de colonisation, les tribus autochtones purent continuer à vivre sur l'île pendant encore 70 ans.
À partir des années 1640, il y eut plusieurs esclaves fugitifs d'autres colonies anglaises, Noirs comme Blancs (Irlandais, Anglais tombés en esclavage pour dettes), qui se seraient réfugiés parmi les autochtones Tuscaroras, formant un temps une sorte de culture métisse. Parmi figuraient Nathaniel Batts (en), ou encore John Culpeper qui fuyait la répression après avoir mené une révolte et « était en danger d'être pendu pour avoir fait le projet et avoir cherché à soulever les pauvres pour piller les riches ».

### La bataille de Roanoke Island
Durant la guerre de Sécession, l'île fut fortifiée par les Confédérés. La bataille de Roanoke Island (7 et 8 février 1862) est un événement de la campagne de Caroline du Nord que mena le général Ambrose Burnside de janvier à juillet 1862.
À la suite de la bataille, les trois forts confédérés de l'île furent pris définitivement par l'Armée de l'Union et débaptisés.

### Webographie
- Ressource relative à la géographie :   - Geographic Names Information System
- Notices dans des dictionnaires ou encyclopédies généralistes :   - Britannica
  - Gran Enciclopèdia Catalana
  - Store norske leksikon
- Notices d'autorité :   - VIAF
  - BnF (données)
  - LCCN
  - GND
  - Israël
  - Tchéquie